# Курвальден
Курвальден (нем. Churwalden) — коммуна в Швейцарии, находится в кантоне Граубюнден.
Входит в состав региона Плессур (до 2015 года входила в округ Плессур). Официальный код — 3911.
На 31 декабря 2006 года население составляло 1221 человек. 1 января 2010 года в состав коммуны Курвальден вошли бывшие коммуны Маликс и Парпан. Население на 31 декабря 2019 года — 1912 человек.